# The Magnificent Moodies
| 전문가 평가   | 전문가 평가 |
| 평가 점수     | 평가 점수   |
| 출처          | 점수        |
| ------------- | ----------- |
| AllMusic      | [ 1 ]       |
| Record Mirror | [ 2 ]       |

《The Magnificent Moodies》는 1965년 7월 23일, 데카 레코드에서 발매된 영국의 록 밴드 무디 블루스의 데뷔 스튜디오 음반이다.

## 배경
《The Magnificent Moodies》는 데니 레인 (기타/보컬), 클린트 워위크 (베이스/보컬), 마이크 핀더 (키보드/보컬), 레이 토머스 (플루트/하모니카/퍼커션/보컬), 그레임 에지 (드럼)의 오리지널 라인업이 만든 유일한 음반이다. 리드 보컬은 레인, 핀더, 토머스가 공유했다. 이 음반은 그해 초 밴드의 히트 싱글 1위였던 〈Go Now〉와 머지비트의 영향력을 더 보여주는 레인과 핀더의 오리지널 곡을 포함한 리듬 앤 블루스 커버가 혼합되어 있다. 또한 조지와 이라 거슈윈 표준 〈It Ain't Neverly So〉의 커버도 포함되어 있다.
이 음반은 알렉스 와튼이 프로듀싱한 〈Go Now〉를 제외하고 데니 코델이 프로듀싱했다.

## 곡 목록
| #  | 제목                      | 작사·작곡                | 재생 시간 |
| -- | ------------------------- | ------------------------ | --------- |
| 1. | 〈I'll Go Crazy〉         | 제임스 브라운            | 2:13      |
| 2. | 〈Something You Got〉     | 크리스 케너              | 2:49      |
| 3. | 〈Go Now!〉               | 래리 뱅크스, 밀턴 베넷   | 3:14      |
| 4. | 〈Can't Nobody Love You〉 | 제임스 미첼              | 4:06      |
| 5. | 〈I Don't Mind〉          | 브라운                   | 3:26      |
| 6. | 〈I've Got a Dream〉      | 제프 배리, 엘리 그리니치 | 2:50      |

| #  | 제목                        | 작사·작곡                         | 재생 시간 |
| -- | --------------------------- | --------------------------------- | --------- |
| 1. | 〈Let Me Go〉               | 데니 레인, 마이크 핀더            | 3:14      |
| 2. | 〈Stop〉                    | 레인, 핀더                        | 2:05      |
| 3. | 〈Thank You Baby〉          | 레인, 핀더                        | 2:30      |
| 4. | 〈It Ain't Necessarily So〉 | 조지 거슈윈, 이라 거슈윈          | 3:21      |
| 5. | 〈True Story〉              | 레인, 핀더                        | 1:46      |
| 6. | 〈Bye Bye Bird〉            | 소니 보이 윌리엄슨 2세, 윌리 딕슨 | 2:49      |